# Кейт Вогель
Кейт Елізабет Вогель (англ. Kate Elizabeth Voegele; нар. 8 грудня 1986, Бей-Віллейдж, Огайо, США) — американська поп-рок-співачка, авторка-виконавиця, акторка. Відома роллю Мії в американському телесеріалі «Школа виживання» (5-8 сезони).

## Музична кар'єра
22 травня 2007 року Вогель випустила свій дебютний альбом — «Don't Look Away». Три пісні з альбому стали синглами: «Only Fooling Myself», «You Can't Break a Broken Heart», «Hallelujah».
Наступний альбом співачки вийшов 18 травня 2009 року. Альбом «A Fine Mess» посів 22 місце на чарті Billboard 200. Дві пісні, «Manhattan from the Sky», «99 Times», стали синглами.
Третій студійний альбом Кейт Вогель вийшов 17 травня 2011 року і посів 53 місце на чарті Billboard 200. Альбом «Gravity Happens» випустив лише один сингл — «Heart in Chains».

## Дискографія
- 2007: «Don't Look Away»
- 2009: «A Fine Mess»
- 2011: «Gravity Happens»
- 2016: «Canyonlands»

1. ↑  Deutsche Nationalbibliothek Record #138322007 // Gemeinsame Normdatei — 2012—2016.
2. ↑  ČSFD — 2001.